# まんがスポーツ
『まんがスポーツ』は、かつて芳文社から発行されていた月刊の4コマ漫画雑誌。

## 概要
『まんがタイム』増刊として1985年に創刊。毎月13日の発売。表紙はやくみつる（本誌上では『はた山ハッチ』のペンネーム）が担当した。
スポーツを題材とした漫画作品で構成されていたが、その多くはプロ野球を題材としていた。野球以外では1990年代初頭のJリーグ創設に伴う「サッカーブーム」に合わせた作品も登場するようになった。
1994年に休刊。これと入れ替わるように、増刊扱いだった『まんがタイムラブリー』が月刊化されている。

## 主な連載作品
※順不同。無印は4コマ形式、★はストーリー形式。
- ワッハハプロ野球ニュース[2]（はた山ハッチ）
- 混セでSHOWTIME（みずしな孝之）
- いけいけ!!スワローズ★（河合じゅんじ）
- 泣くな!イノマティ★（中山ラマダ）
- 浪花泣く友タイガース（いわみせいじ）
- ドラまちっくドラGONS（なかむら治彦）
- やぐら太鼓の詩★（琴剣淳弥）
- よりきり君（平ひさし）
- お笑いスポーツジャーナル（針すなお）

## その他の連載陣
（あおやま英雄）
（いしいひさいち）
（小槻さとし）
（コジロー）
（神保あつし）
（高岡凡太郎）
（浜本ひろし）
（堀田かつひこ）